# إقليم شمال الصعيد

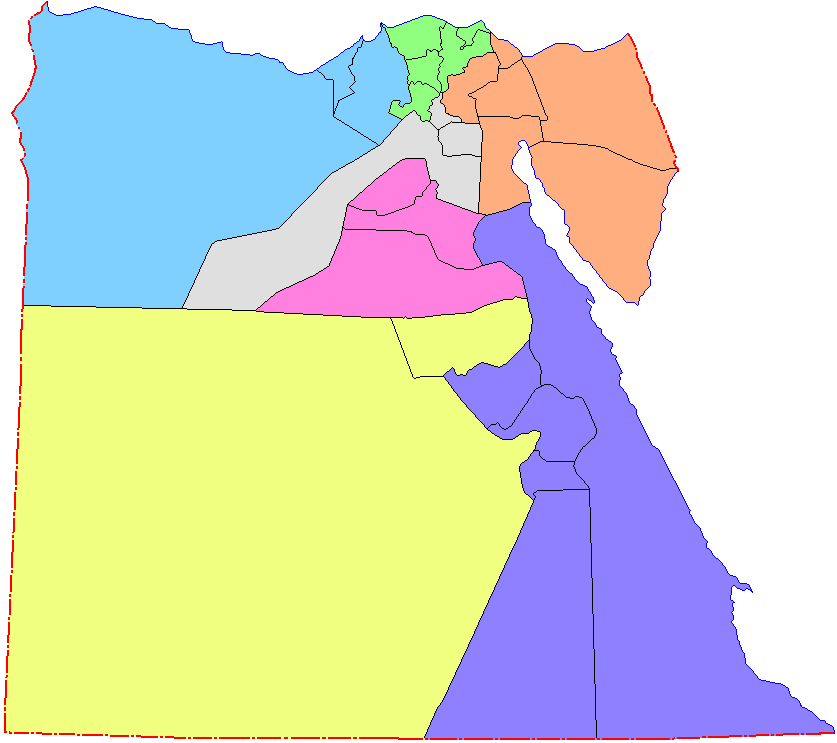
اقاليم مصر

إقليم شمال الصعيد هو الإقليم الخامس من أقاليم مصر السبعة ، ويضم كل من محافظات الفيوم وبني سويف والمنيا بمساحة إجمالية 47970,1 كم2 ( 11,853مليون فدان) تمثل نحو 4,74 % من جملة مساحة الجمهورية. كما يقطن بالإقليم نحو 13,46 مليون نسمة يمثلون نسبة 13,18% من جملة سكان الجمهورية وفقًا لتقديرات 2021 .